# Тим Бъкли
Тим Бъкли (на английски: Tim Buckley) е американски фолк и рок певец и музикант.
Той е роден на 14 февруари 1947 година във Вашингтон, но през 1956 година семейството му се премества в Калифорния. Започва да се занимава с фолк музика и издава първия си албум през 1966 година. През следващите години експериментира, включвайки в работите си елементи на джаз, психеделична музика, фънк, соул.
Тим Бъкли умира на 29 юни 1975 година в Санта Моника от свръхдоза хероин.